# Tim Petersen
Tim Kay Petersen (* 3. März 1986 in Hamburg) ist ein ehemaliger deutscher Fußballspieler.

## Karriere
Petersen begann seine Karriere beim SV Lurup und beim Niendorfer TSV. Bis 2002 spielte er in Jugendmannschaften des FC St. Pauli. Von 2002 bis 2006 spielte er für den Hamburger SV. In der Saison 2006/07 spielte er für den Altonaer FC von 1893. In der Saison 2007/08 spielte er wieder für den FC St. Pauli. Am 1. Februar 2008 absolvierte er sein erstes Zweitligaspiel, als er bei der Partie gegen den 1. FC Köln in der Startaufstellung stand. Zur Saison 2008/09 wechselt er zum FC Carl Zeiss Jena, wo er einen Zweijahresvertrag unterschrieb. Nach Ablauf des Vertrages erfolgte zur Saison 2010/11 der Wechsel zum Oberligisten VfB Oldenburg. In der Saison 2011/12 qualifizierte er sich mit dem VfB für die neue Regionalliga Nord. In der Saison 2014 wechselte er zurück zum SV Lurup. In der Saison 2015/16 spielte er bei Eintracht Norderstedt in der Fußball-Regionalliga Nord und beendet danach seine Karriere. Neben dem Fußball studierte er Gesundheitsmanagement. Petersen arbeitet seit 2016 als Polizist bei der Polizei Hamburg.